# 易烊千玺
易烊千玺（2000年11月28日—），湖南怀化人，中国男演員、歌手及舞者，畢業於中央戲劇學院。2005年于中国出道，2009年加入飞炫少年组合，两年后退出。2013年以TFBOYS組合成員身分出道。2020年凭電影《少年的你》獲得第39届香港電影金像獎最佳新演員、第35届大众电影百花奖最佳新人獎、第14屆亞洲電影大獎最佳新演員，並蟬聯2020、2021年富比士中國名人榜第一名。

## 經歷

### 出道初期 (2005-2008)
自2005年出道以來，參與北京電視台《才藝訓練營》、《八區主打星》、中央電視台《智慧樹》、《我與北京共微笑》、《成長在線》、山西電視台《陽光少年》等節目競賽獲得冠軍。

### 飛炫少年時期 (2009-2011)
2009年，加入飛炫少年組合。8月8日，於《成長在線》表演《北京歡迎你》及《我相信》。
2010年，拍攝好麗友廣告。2月12日，與組合飛炫少年成員在山東衛視《飛向2010第四屆全球華人網絡春晚》表演。8月12日，在貴州衛視《挑戰60秒》節目中，成功為兒童取得八千元夢想基金。2011年1月26日，中央電視台《音樂快遞》表演開場舞。飛炫少年受邀擔任中國人民大學、国际关系学院 (北京)、河南省及《唐伯虎點秋香2》表演嘉賓。2011年底退出飛炫少年組合。

### 過渡時期 (2012-2013)
2012年3月，參加《向上吧！少年》北京海選，被时代峰峻看到。8月，參加中國網絡電視台《寶貝來了》。9月，參加北京市昌平區前鋒學校五十週年慶典。2013年1月拍攝首支個人單曲《夢想摩天樓》MV。

### TFBOYS時期 (2013-2017)
2013年8月6日，以TFBOYS組合成員身分出道。
2015年10月13日，為中國版《小王子 (2015年電影)》配音並出席首映禮。12月21日，出席電視劇《思美人》發布會。湖南衛視《天天向上》節目中展現舞蹈及書法才藝，其書法作品「揮斥方遒」收藏於丹麥駐華大使館。1月4日，《思美人》主演錄製《偶像萬萬碎》。10月24日，易烊千玺為電影《猪猪侠之英雄豬少年》配音。11月4日加盟《放开我北鼻》節目。11月25日，個人單曲《你說》正式上線。
2017年3月12日，《放开我北鼻第二季》首播。3月26日，《熟悉的味道》播出。4月21日，出演少年屈原，獻唱《思美人》片尾曲《離騷》。9月1日，出演《成名在望》音樂錄影帶。11月23日，發布首支英文單曲《Nothing To Lose》。

### 成立個人工作室後（2017至今）
2018年2月24日，加盟優酷《這！就是街舞》。7月16日，錄取中央戲劇學院表演系。7月，出演電影《少年的你》，並發行單曲《丹青千里》。
2019年，成為《福布斯》中国名人榜第8名。10月25日，中國電影《少年的你》上映，拿下15.58亿票房，榮登中國华语青春片冠军；並於2021年3月榮獲第93屆奧斯卡「最佳國際影片」入圍。11月19日，亮相第28屆中國金雞百花電影節開幕式电影频道青年演员计划。12月22日，上海东方体育中心舉辦第一場個人演唱會「玊爾」。
2020年1月24日，第五次登上中央广播电视总台春节联欢晚会表演《青春的起点》。2020年，提名香港電影金像獎最佳男主角，為首位拿下香港電影金像獎最佳新演員獎的內地男演員，因為此部電影的人物塑造成功，成為TFBOYS中，堅定在演員道路上的成員。此年《福布斯》中国名人榜榮獲第1名殊榮。2021年，蝉联2021福布斯中国名人榜第1名。主演中國電影《長津湖》，票房57億人民幣，超越由吴京執導的《战狼2》，摘得中国影史票房榜冠军，同时成为全球影史战争题材票房冠军、全球华语电影票房冠军，并继续位居2021年全球电影票房榜榜首。2022年2月1日上映續作《長津湖之水門橋》，同班人馬出演，票房为40.63億人民幣。
2023年，主演的《滿江紅》票房突破45億元人民幣，成為內地最高最高電影票房排行榜第6名。

## 影視作品

### 電視劇
| 日期   | 劇名                 | 角色                     | 備註   |
| 2010年 | 《鐵梨花》           | 幼年張吉安               |        |
| 2011年 | 《超裝備小子》       | 祥仔                     | 網絡劇 |
| 2014年 | 《高科技少女喵》     | 李柯男的弟弟             | 網絡劇 |
| 2014年 | 《万万没想到》第二季 | 自習室超修學霸、少年總裁 | 網絡劇 |
| 2016年 | 《青云志》           | 小七                     |        |
| 2016年 | 《小别离》           | 宋雲哲                   |        |
| 2016年 | 《超少年密码》       | 諶浩軒                   | 網絡劇 |
| 2017年 | 《思美人》           | 幼年屈原                 |        |
| 2017年 | 《我们的少年时代》   | 尹柯                     |        |
| 2019年 | 《长安十二时辰》     | 李必                     |        |
| 2020年 | 《热血同行》         | 阿易                     |        |
| 2025年 | 《长安的荔枝》       | 李必                     |        |

### 電影
| 上映日期       | 電影名稱                           | 角色     | 备注 |
| 2013           | 《追上去》                         | 幼年小杰 |      |
| 2013           | 《蝸牛》                           | 幼年張樹 |      |
| 2013           | 《雲居寺傳奇》                     | 富貴     |      |
| 2019           | 《最美表演》之《痛打自己的告密者》 | 小镇少年 |      |
| 2019年10月25日 | 《少年的你》                       | 刘北山   |      |
| 2020年12月31日 | 《送你一朵小红花》                 | 伟一航   |      |
| 2021年7月9日   | 《中国医生》                       | 杨小洋   | 客串 |
| 2021年9月30日  | 《长津湖》                         | 伍万里   |      |
| 2022年2月1日   | 《奇迹·笨小孩》                    | 景浩     |      |
| 2022年2月1日   | 《長津湖之水門橋》                 | 伍万里   |      |
| 2022年9月9日   | 《世間有她》                       | 李昭华   | 客串 |
| 2023年1月22日  | 《满江红》                         | 孙均     |      |
| 2024年12月27日 | 《小小的我》                       | 劉春和   |      |
| 2025年         | 《酱园弄·悬案》                    | 宋瞎子   | 客串 |
| 待播           | 《三個字》                         | 大光哥   |      |
| 待播           | 《狂野時代》                       |          |      |
| 待播           | 《蛮荒禁地》                       | 沈星     |      |
| 待播           | 《惊蛰无声》                       |          |      |

### MV演出
註：不包括個人參與演唱之歌曲
- 2013年6月19日  张赫宣─爸爸
- 2017年9月1日  五月天─成名在望 (夢想小屋版)

### 綜藝節目
| 播放日期                    | 頻道     | 節目名稱               |
| 2015年11月6日－2016年1月1日 | 湖南衛視 | 《全員加速中》第一季   |
| 2017年3月12日－5月28日      | 腾讯视频 | 《放开我北鼻》第二季   |
| 2018年2月24日－5月5日       | 优酷     | 《這！就是街舞》第一季 |
| 2019年1月12日－3月30日      | 浙江衛視 | 《大冰小將》           |
| 2019年5月18日－8月3日       | 优酷     | 《這！就是街舞》第二季 |
| 2020年2月19日－5月27日      | 芒果TV   | 《朋友请听好》第一季   |

## 音樂作品

### 專輯
| 專輯# | 專輯資料                                                                 | 曲目 |
| 1st   | 《我樂意沉默釋放內心焰火》 - 發行日期：2018年11月28日 - 語言：國語、英文 | 1. Don't Tie Me Down 2. 親愛的，這裏沒有一個人 3. 災 4. 恆溫動物 5. 舒適圈 6. Nothing To Lose (unplugged) |
| 2nd   | 《温差感》 - 發行日期：2019年12月20日 - 語言：國語、英文                 | 1. 入梦（Intro） 2. 末日长河 3. 牺牲的一半 4. 再一，再二，再三 5. 两个傍晚的月亮 6. Gone 7. 酣然（Interlude） 8. 冷静和热情之间 9. Fall 10. I Adore You 11. 陷落美好 12. 念想（钢琴版） 13. 初醒（Outro）                                     |
| 3rd   | 《后座剧场》 - 發行日期：2020年11月27日 - 語言：國語、英文               | 1. 39km 2. 野花 3. 38.7km 4. 爱情鸟 5. 35km 6. 亲密爱人 7. 4km 8. 孤独的人是可耻的 9. 0.5km 10. 爱的箴言 11. 0.01km 12. 送别 |
| 4th   | 《刘艳芬》 - 發行日期：2023年4月25日 - 語言：國語                        | 1. 20:55 2. 九里庄人才中心 3. 21:00 4. 你好，我是 5. 冷屁股 6. 霓裳 7. 22:12 8. 五光十色 9. 22:28 10. 彳亍 11. 22:33 12. 白日猫 13. 她等在午夜前 14. 23:00 15. 同乘                                                                           |
| 5th   | 《过塘Live》 - 發行日期：2025年1月26日 - 語言：國語                      | 1. 九里庄人才中心(浴池live版) 2. 冷屁股(浴池live版) 3. 五光十色(浴池live版) 4. 月亮代表我的心(浴池live版) 5. 親愛的，這裏沒有一個人(浴池live版) 6. 她等在午夜前(浴池live版) 7. 粉霧海(浴池live版) 8. 沉潛(浴池live版) 9. 頭上的包(浴池live版) |
| 6th   | 《楔石》 - 發行日期：2025年6月9日 - 語言：國語                           | 1. 楔木 2. 逢石 3. 山花 4. 步语 |

### 單曲
| 發佈日期       | 歌曲名稱         | 其他相關                                           |
| 2013年1月11日  | 夢想摩天樓       | 個人MV                                             |
| 2016年11月25日 | 你說             | 收錄於TFBOYS專輯我們的時光                         |
| 2017年4月21日  | 離騷             | 電視劇《思美人》片尾曲                             |
| 2017年11月16日 | 擁抱你           | 第三十個世界艾滋病日公益主題歌；與王嘉、关晓彤合唱 |
| 2017年11月23日 | Nothing To Lose  | 填詞                                               |
| 2017年11月28日 | Unpredictable    |                                                    |
| 2018年7月25日  | 丹青千里         | 中國故宮《千里江山圖》主題曲                       |
| 2018年10月15日 | 精彩才剛剛開始   | 天貓雙11十年主題曲                                 |
| 2019年11月1日  | 念想             | 電影《少年的你》情感曲                             |
| 2020年1月10日  | 不分晝夜         | 電影《奪冠》推廣曲                                 |
| 2020年8月13日  | 粉雾海           |                                                    |
| 2020年8月18日  | My Boo           |                                                    |
| 2020年10月22日 | 繁星追夢         | 王者榮耀夢想主題曲                                 |
| 2020年10月30日 | 1起挺你          | 天貓雙11主題曲                                     |
| 2020年12月21日 | 未來，請你來！   | 2021空軍招飛宣傳主題曲                             |
| 2021年9月21日  | 一起向未来       | 北京2022年冬奥会和冬殘奧會主題口號推廣歌曲         |
| 2021年11月28日 | 四字歌           |                                                    |
| 2022年1月7日   | 還是笨小孩       | 《奇迹·笨小孩》宣傳主題曲;與劉德華合唱             |
| 2022年1月26日  | 雪花             | 《長津湖之水門橋》主題曲                           |
| 2022年5月22日  | 种子             | 缅怀袁隆平院士逝世一周年的纪念之作                 |
| 2022年5月31日  | 生活就该这么爱   | 天貓618主題曲                                      |
| 2022年6月21日  | 光阴的故事2022   | 哔哩哔哩2022毕业歌                                 |
| 2022年9月21日  | 沙金             | 王者荣耀云中赛年主题曲                             |
| 2023年11月28日 | 4%vol的河        |                                                    |
| 2024年7月18日  | 从时间的两端汇合 | 积家推广曲                                         |
| 2024年8月1日   | 莫等闲           | 八一建军节                                         |
| 2024年9月24日  | 不辞星海         | 致敬中国航天                                       |
| 2024年9月28日  | 只此青绿         | 电影《只此青绿》片尾曲                             |
| 2024年10月1日  | 时光             | 庆祝中华人民共和国成立75周年华诞                   |
| 2024年10月30日 | 尔滨的雪         | 哈尔滨2025年第九届亚冬会会歌；与单依纯合唱         |
| 2025年1月4日   | 这条小鱼在乎     | 《刘春和》深夜循环曲                               |
| 2025年7月12日  | 阿勒泰之歌       | 《我心中的那座城——阿勒泰》主题曲                   |

## 舞蹈作品
| 年份   | 發表日期 | 舞蹈名稱              | 備註                             |
| 2014年 | 6月15日  | Party In Your Bedroom | 嘉禾舞社公開課（參與編舞）       |
| 2015年 | 11月28日 | IF YOU                | 「易烊千璽浪漫玫瑰園」主題生日會 |
| 2015年 | 11月28日 | RHYTHM TA             | 「易烊千璽浪漫玫瑰園」主題生日會 |
| 2016年 | 8月13日  | Tell Me Why           | TFBOYS三周年廣州見面會           |
| 2016年 | 11月28日 | 青春                  | 易烊千璽「歸來」主題生日會       |
| 2016年 | 11月28日 | 扇子舞                | 易烊千璽「歸來」主題生日會       |
| 2017年 | 2月27日  | SEATTLE               | 易烊千璽兩千萬粉絲福利           |
| 2017年 | 11月28日 | Believe               | 易烊千玺逢凉野性生日会           |
| 2017年 | 11月28日 | Wild                  | 易烊千玺逢凉野性生日会           |
| 2018年 | 8月24日  | Hope                  | TFBOYS五週年演唱會               |
| 2018年 | 11月11日 | You and me            | 易烊千璽四千萬粉絲福利           |
| 2018年 | 11月28日 | Growing               | 易烊千玺燚's成人礼               |
| 2018年 | 11月28日 | 游离之间              | 易烊千玺燚's成人礼               |
| 2019年 | 8月10日  | When You Want to Love | TFBOYS六周年演唱会               |
| 2019年 | 12月22日 | 红与白                | 易烊千玺2019玊尔演唱会           |
| 2020年 | 8月22日  | 伴随                  | TFBOYS七周年线上演唱会           |

## 獎項與荣誉
| 年份   | 提名作品       | 頒獎典禮                      | 獎項                       | 结果   | 备注   |
| 2014年 | 不適用         | 第六屆北京歡樂谷街舞大賽      | 團體齊舞冠軍               | 獲獎   |        |
| 2015年 | 不適用         | 國民表達大數據報告            | 年度最熱議男星第三名       | 不適用 | [ 14 ] |
| 2016年 | 不適用         | 亞洲十大男神票選              | 亞洲第一男神               | 不適用 | [ 15 ] |
| 2016年 | 不適用         | 第十六屆音樂風雲榜            | 年度最受歡迎偶像           | 獲獎   | [ 16 ] |
| 2016年 | 不適用         | 第十六屆音樂風雲榜            | 最受欢迎新偶像             | 獲獎   |        |
| 2016年 | 不適用         | 第十六屆音樂風雲榜            | 最受欢迎综艺节目偶像       | 獲獎   |        |
| 2016年 | 小王子         | 2016亞洲十大男演員            | 第六名                     | 不適用 | [ 17 ] |
| 2016年 | 小王子         | 2016亞洲十大演員總評榜        | 第十名                     | 不適用 | [ 18 ] |
| 2016年 | 小王子         | 2016微博電影之夜              | 影人榜冠軍                 | 不適用 |        |
| 2019年 | 少年的你       | 第26届香港电影评论学会大奖    | 最佳男演员                 | 提名   |        |
| 2019年 | 少年的你       | 腾讯娱乐白皮书                | 年度电影男演员             | 獲獎   |        |
| 2019年 | 不適用         | 2019福布斯中国名人榜          | 第八名                     | 不適用 |        |
| 2019年 | 长安十二时辰   | 第26届华鼎奖                  | 全国十佳观众最喜爱电视演员 | 獲獎   |        |
| 2019年 | 长安十二时辰   | 第26届华鼎奖                  | 中国百强电视剧最佳新锐演员 | 提名   |        |
| 2019年 | 长安十二时辰   | 第8届中国大学生电视节         | 最受大学生瞩目电视剧男演员 | 提名   |        |
| 2020年 | 长安十二时辰   | 第30届中国电视金鹰奖          | 最佳男演员                 | 提名   |        |
| 2020年 | 长安十二时辰   | 第30届中国电视金鹰奖          | 观众喜爱的男演员           | 提名   |        |
| 2020年 | 少年的你       | 第39屆香港電影金像獎          | 最佳新演員                 | 獲獎   |        |
| 2020年 | 少年的你       | 第39屆香港電影金像獎          | 最佳男主角                 | 提名   |        |
| 2020年 | 少年的你       | 第35届大众电影百花奖          | 最佳新人                   | 獲獎   |        |
| 2020年 | 少年的你       | 第14届亚洲电影大奖            | 最佳新演员                 | 獲獎   |        |
| 2020年 | 少年的你       | 第33届中国电影金鸡奖          | 最佳男主角                 | 提名   |        |
| 2020年 | 少年的你       | 上海影评人奖                  | 最佳新人男演员             | 獲獎   |        |
| 2020年 | 少年的你       | 广州大学生电影节              | 最受大学生欢迎男演员       | 獲獎   |        |
| 2020年 | 不適用         | 2020年福布斯中国名人榜        | 第一名                     | 不適用 |        |
| 2021年 | 不適用         | 2021福布斯中国名人榜          | 第一名                     | 不適用 |        |
| 2021年 | 送你一朵小红花 | 2020-2021年度媒體關注電影演員 | 不適用                     | 獲獎   |        |
| 2021年 | 送你一朵小红花 | 第34届中国电影金鸡奖          | 最佳男主角                 | 提名   |        |
| 2022年 | 送你一朵小红花 | 第十八屆廣州大學生電影展      | 大學生喜愛的男主角         | 獲獎   |        |
| 2022年 | 奇迹·笨小孩    | 第36届大众电影百花奖          | 最佳男主角                 | 提名   |        |
| 2022年 | 中国医生       | 第36届大众电影百花奖          | 最佳男配角                 | 提名   |        |
| 2022年 | 奇迹·笨小孩    | 第35届中国电影金鸡奖          | 最佳男主角                 | 提名   |        |
| 2023年 | 奇迹·笨小孩    | 第19屆華表獎                  | 優秀男演員                 | 提名   |        |
| 2023年 | 奇迹·笨小孩    | 第1届金熊猫奖                 | 最佳男主角                 | 提名   |        |
| 2023年 | 满江红         | 第十八届中国长春电影节        | 最佳男演员                 | 獲獎   |        |
| 2024年 | 满江红         | 第37届大众电影百花奖          | 最佳男主角                 | 提名   |        |

## 公益活動
- 2016年6月14日，出任中華綠化基金會「幸福家園暨網路植樹」生態扶貧公益項目公益大使[19]。
- 2017年3月25日，成为中国儿童少年基金会音乐童年公益项目爱心大使。5月3日，出任丹麦国家旅游形象代言人。5月4日，共青团中央宣传部在中央电视台五四晚会授予文艺界优秀青年代表“五四优秀青年”称号。5月22日，與關曉彤、王嘉、陳漫以倡導者的身份成為青年不吸煙榜樣的代表，拍攝世界卫生组织公益廣告，呼籲大家關愛健康。11月18日，被WHO任命为“世界卫生组织中国健康特使”。9月7日，以長城守護者身份參加由騰訊公益發起的「99公益日，愛無處不在」的活動。9月8日，出任中國文物保護基金會長城保護大使。10月23日，與谭德塞在日内瓦世卫总部进行特别会面。11月28日，於中国扶贫基金会所设立之“易烊千玺爱心基金”正式啟動。[來源請求]
- 2018年2月11日，资助800kg猫粮给流浪猫作为年夜饭。10月21日，受聘担任中国国际进口博览会上海青年推广大使。[來源請求]
- 2019年11月9日，119消防日正式担任“中国森林消防公益形象大使”。[20]

## 人物争议
有網友稱易烊千璽2015年中考成績未達到湖南師大附中梅溪湖中學錄取線卻被錄取，有利用明星特權違規操作之嫌。校方回應稱，該校2015年錄取易烊千璽完全符合長沙市教育局制定的相關招生政策，經得起查，不存在網友所質疑的走後門、有特權，否則不可能擁有學籍，沒有學籍就沒有身份，以後是沒辦法參加高考的。
2022年4月2日，易烊千玺工作室转发律师声明，正式起诉造谣者：「如果将极具个人色彩的判断凌驾于事实之上，那永远只能得到同一种假相。我们把是非论断交由法律来裁决。」
2022年7月6日，中国国家话剧院通过网络公开2022年应届毕业生招聘拟聘人员名单，中央戏剧学院毕业生易烊千玺、罗一舟、胡先煦等在列，引发网路热议。16日，中国国家话剧院发布关于2022年应届毕业生招聘有关情况的说明，对在公示期间反映的问题进行了认真梳理核查后，确认拟聘人员均符合招聘程序和要求。17日，易烊千玺发微博表示自己系按规定完成考试，但为了平息争议放弃入职。

## 外部連結
- 易烊千玺的新浪微博（简体中文）
- 易烊千玺JacksonYee工作室的新浪微博（简体中文）
- 易烊千玺的Instagram帳戶
- 易烊千玺在互联网电影资料库（IMDb）上的資料（英文）
- 易烊千玺在香港影庫上的簡介
- 易烊千玺在豆瓣上的资料（简体中文）
- 易烊千玺在时光网上的簡介（简体中文）